# Ilhas Virgens Britânicas nos Jogos Pan-Americanos de 2003
As Ilhas Virgens Britânicas competiram nos Jogos Pan-Americanos de 2003 em Santo Domingo, na República Dominicana.

## Ligação externa
- Site oficial dos Jogos